# Герб Проскурівки (Ярмолинецький район)
Герб Проскурівки — офіційний символ села Проскурівка Ярмолинецького району Хмельницької області, затверджений 2 липня 2018р. рішенням №12 сесії сільської ради. Авторами герба є П.Б.Войталюк, К.М.Богатов, В.М.Напиткін.

## Опис
Щит перетятий на синє і срібне, муроване чорним, поля. В першій частині на золотому паперовому аркуші дві червоних козацькі шаблі вістрям догори, покладені в косий хрест, в другій чорна арка, в якій по сторонам червоним полум'ям із золотими облямівками горять два срібних смолоскипи, покладені в перев'язи справа і зліва. Щит вписаний у декоративний картуш і увінчаний золотою сільською короною. Унизу картуша написи "ПРОСКУРІВКА" і "1493". 

## Символіка
Синя частина означає річку Ушку, золотий аркуш - історичну паперову фабрику, козацькі шаблі - символ козацького і гайдамацького минулого, мурована срібна частина і арка з смолоскипами - відображення легенди про замчище і підземний хід до Зінькова.